# 阪口慶三
阪口 慶三（さかぐち けいぞう、1944年5月4日 - ）は、愛知県出身の元高校野球指導者。東邦高等学校（愛知県）野球部監督を経て、大垣日大高等学校（岐阜県大垣市）野球部監督を務め、計57年間高校野球の監督を務めた。孫がおり、監督を務めた大垣日大で3年間を共にした。

## 経歴

### 現役時代
東邦高校在学中は投手および一塁手として活躍。在学中、野球部は1961年春（第33回選抜高等学校野球大会）に甲子園出場を果たし、控え選手としてベンチ入り。その後愛知大学に進み一塁手として活躍。

### 東邦高校監督時代
卒業後の1967年に母校の社会科教諭および野球部監督に就任。当時は中京（現・中京大中京）が愛知県では最有力校であったため、打倒中京を果たすべく“鬼の阪口”“阪口鬼三”などと恐れられる鬼監督として選手をスパルタ指導で鍛え上げ、愛知私学4強としての伝統を守る。
1977年の第59回全国高等学校野球選手権大会（夏）では、1年生右腕の“バンビ”坂本佳一を擁し準優勝。しかし、坂本在学中の甲子園出場は1年夏の1回のみとなった。78年以降、同校は80年春、85年春夏、86年春に出場するも全て初戦で敗退した。転機が訪れたのは、久々に初戦突破した1988年。第60回選抜高等学校野球大会（春）で、2年生左腕の山田喜久夫を擁して決勝まで進んだ東邦は、センバツ初出場の宇和島東に敗れ、準優勝に終わる。監督の上甲正典をはじめ、笑顔を絶やさずにのびのびとプレーする宇和島東ナイン（この上甲の試合中の笑顔は、高校野球ファンの間では「上甲スマイル」と呼ばれた）に対し、帰名後に見た同試合のビデオテープに映っていた阪口は鬼の形相であったという（バントを失敗した選手に対して烈火のごとく怒るなどした。）「こんな顔をしていては選手が萎縮してしまう。」と悟った阪口は、試合中に笑顔を見せるよう努める（最初は手の平に書いた「笑」という文字を見るなどして、無理にでも笑っていたと振り返る）など努め、翌1989年第61回選抜高等学校野球大会（春）2年連続決勝進出を果たす。決勝戦では元木大介、種田仁らを擁する上宮に延長10回逆転サヨナラ勝ちし、自身初の甲子園優勝を決める。“平成最初”の甲子園優勝に導いたことで、後の2019年春に“平成最後”の甲子園優勝も東邦が成し遂げることになる。試合後のインタビューでは「前年は、私のベンチでのマナーが悪くて優勝を逃してしまった。」と述べている。
しかし、「甲子園出場を決めても労いの言葉をかけてもらえなくなった。」など、学校の姿勢に不満を抱くようになった阪口は、2004年7月11日に今夏限りで東邦監督を退任することを発表した（特別講師という形で学校に残ることもできたが、定年により東邦高校を退職。）。後任監督は1977年夏準優勝時の主将で、1984年からコーチを務めていた森田泰弘となった。

### 大垣日大監督時代
2004年8月30日に請われて大垣日大の監督への就任が発表される。（2004年秋時点では顧問、2005年4月より正式に監督就任）。当初は東邦とのレベルの違いに戸惑いを覚えることもあったが、全国制覇の要因となった「脱・鬼監督」路線をさらに進めるなどして選手の心を掴み（部員達と一緒に温泉に行くなどした）、東邦時代からの持ち味である守備を重視した指導により2007年、第79回選抜高等学校野球大会に希望枠で初出場。決勝で、前年秋の東海大会準決勝で敗れている常葉菊川にまたも敗れて準優勝に終わるが、ベンチの前で四股を踏んだり、試合中バントがうまくいかない選手に対し「笑え!」とサインを出したり（その選手は直後に2点タイムリーを放つ）、試合に勝った後の宿舎で飛行機が飛ぶ真似をして喜びを表すなどの、脱・鬼監督パフォーマンスが「阪口劇場」の異名を取り、“仏の阪口”と呼ばれるようになった阪口の新たな一面が注目された。しかし、日頃の練習においては鬼の一面を捨てず、気の抜けたプレーに対しては容赦なく叱り続けた。続く第89回全国高等学校野球選手権大会にも初出場を決め、準々決勝まで進んだ。ベスト4をかけた準々決勝で秋、春に続いて常葉菊川に敗れた。
2009年秋季東海大会にて同校としては初優勝を果たし、監督として初の明治神宮野球大会への出場を決め、優勝した。翌2010年の明治神宮大会でもベスト4入りし迎えた第83回選抜高等学校野球大会では、東北大震災で被災した東北高校との対戦が決まり複雑な胸中を見せるも、東北高校の練習時にボールを贈り健闘を誓い合い、全力プレーの相手には全力プレーが礼儀という姿勢で試合を行った。なお、試合は7-0で大垣日大が勝利した。
2014年の選手権の初戦となった藤代高校戦では、初回に8点を先制される立ち上がりとなるも徐々に点差を詰めて行き、12-10で勝利した。インタビューでは「もう涙が噴き出るぐらい感激しています。（自身）30回目の甲子園で、野球人として最高の思い出ができて幸せ」と大逆転を振り返った。
2020年、「2020夏季岐阜県高等学校野球大会」（独自大会）で優勝し、その後行われた「2020年岐阜県・三重県高等学校野球交流試合」でいなべ総合学園を破る。
2022年、第94回選抜高等学校野球大会への出場を勝ち取る。出場校選考の目安となる2021年秋の東海地区大会では準決勝で敗退した（同大会準優勝は、静岡県の聖隷クリストファー）。阪口自身は出場枠が2校の東海地区から選出されるとは予想しておらず「（選抜は）100%頭になかった。夢のよう。こんなことがあるのか」とコメントした。東海地区から東海大会の上位2校が選出されないのは、44年ぶりのことであった。また、1回戦では只見高校を退け、昭和・平成・令和の3元号での甲子園勝利を達成した。なお、3元号での甲子園勝利監督は史上2人目である。
第105回全国高等学校野球選手権大会にて、近江高校に勝利し、甲子園通算40勝を達成した。
2023年9月下旬に監督の退任が報じられ、10月2日には大垣日大で退任会見を行い、健康上の理由による退任を正式発表した。会見で阪口は「今年に入ってから疲れが残るようになった。生徒をほめたり、しかったりする声が出なくなりました。これも大きな原因。これ以上、指導者としての責任を持ってやることは不可能」「孫と3年間本当に充実した毎日だった。その孫が卒業すると、それが僕の気持ちを引退、勇退という考えになったのは間違いない」と理由を述べており、春には退任を決意し、秋の岐阜県大会敗退後に学校側へ退任を申し入れていた。同年12月末まで監督を務め、最後の練習となった12月29日にもノックを行った。また、2024年3月をもって、大垣日大の副校長も退く。

### 関商工指導者時代
大垣日大高校退職後の2024年4月からは同じ岐阜県内の公立校・関市立関商工高等学校野球部の特別顧問に就任。関市の会計年度任用職員として採用され、部活動指導員として週に数回指導に当たる。しかし、体調面の理由から同年8月31日付で退任し、今後は外部アドバイザーとして相談があれば電話等で助言を行なう。

## 采配
投手を含めた守りを重視したチーム作りをする。投手育成には完成度よりもスケールを求め、朝倉健太に伝授するまではスライダーを「投手を小粒にしてしまう」という理由で投げさせず、高校生は直球とカーブだけで勝負というこだわりを持っていた。
攻撃では機動力を重視した采配が目立つ。判で押したような送りバント重視ではなく、バント、エンドラン、盗塁、意表を突く強攻策といった相手を揺さぶる采配が特徴。「打線は水物」の思いが強く、強打を前面に出したチーム作りは好んでいない。
そして、将来有望と見た選手は入学直後からベンチに入れ、公式戦やベンチの雰囲気に慣れさせるためにどんどん試合に使っている。（坂本佳一、山田喜久夫、水谷完、2007年甲子園出場選手、阿知羅拓馬など多数）
また、上記にも記載されている「鬼の阪口」と呼ばれる一方で、休養の重要さも認識しており、山田喜久夫が在籍していたころには全体練習（いわゆる絶対参加の練習）の休養日を週に1日設けている。阪口自身も当時の週刊ベースボールの高校野球特集号の記事の中で「（翌日休みの日の）全体練習が終わるとみんなうれしそうな顔をする。私もそんな顔を見るとうれしくなる。」とコメントしている。そうした選手の心を掌握することが、試合での采配にも生かされている。

## 主な教え子

### 東邦高校時代
- 山倉和博（早大〜巨人）
- 大矢正成（国鉄名古屋、現JR東海）
- 坂本佳一（日本鋼管）
- 山田勝彦（阪神ほか）
- 山田喜久夫（中日ほか）
- 林尚克（東海REX）
- 山田貴志（中日）
- 朝倉健太（中日）
- 湊川誠隆（慶應〜中日）
- 岩田慎司（中日）

### 大垣日大高校時代
- 阿知羅拓馬（中日）
- 沼田拓巳（ヤクルト）
- 滝野要（中日）
- 橋本侑樹（中日）

## 甲子園での成績
- 東邦：出場24回　25勝23敗　優勝1回・準優勝2回（春：出場13回 15勝12敗・優勝1回・準優勝1回 ／ 夏：出場11回 10勝11敗・準優勝1回）
- 大垣日大：出場11回　15勝11敗　準優勝1回 （春：出場5回 9勝5敗・準優勝1回 ／ 夏：出場6回 6勝6敗）
- 通算：出場35回　40勝34敗　優勝1回・準優勝3回